# .io
.io je vrhovna internetska domena (country code top-level domain - ccTLD) za Britanski indijskooceanski teritorij. Domenom upravlja NIC.IO.

## Vanjske poveznice
- IANA .io whois informacija  Arhivirana inačica izvorne stranice od 24. rujna 2006. (Wayback Machine)